# Омер, Майк
Майкл Омер (ивр. מיכאל עומר‎; род. 20 июня 1979 г.) — израильский автор криминальных романов, триллеров, ужасов и фэнтези. Его книги были переведены более чем на 14 языков и разошлись тиражом более миллиона экземпляров. Его книги были в числе бестселлеров на сайте The New York Times и Washington Post и был второй по популярности книгой, скачиваемых при помощи электронных устройств Amazon Kindle в 2018 году. Омер получил награду «Выбор читателей LiveLib» за детективную литературу, премию «Российский детектив» и премию Thomas&Mercer Silver Raven.

## Ранний период жизни
Майкл Омер родился в Иерусалиме 20 июня 1979 года. Оба его родителя были психологами. Когда ему было шесть лет, его семья переехала в Бостон на год, чтобы отец смог получить степень доктора наук, в результате переезда Омер научился бегло говорить по-английски. Позже семья вернулась в Израиль и поселилась в Ход-ха-Шарон.
С юных лет Омер проявлял писательский талант и был заядлым читателем научной фантастики и фэнтези.

## Творчество

### Ранние работы
В 16 лет, прочитав «Автостопом по галактике» Дугласа Адамса и серию «Плоский мир» Терри Пратчетта, Омер решил попробовать написать роман. В результате в 1995 году израильское издательство Opus опубликовало книгу «География конца света», где Омер стал самым молодым автором издательства.
Омер стал одним из «горстки израильских авторов научной фантастики и фэнтези», жанра, который в этой стране ещё не развит.
К 18 годам Омер призвался на обязательную военную службу в Израиле, где в течение трех лет служил в артиллерийском корпусе. Позже он признался, что из-за службы в армии его манера писания стала более мрачной. Во время службы в армии он опубликовал свой второй роман «Атака утки», опубликованный в 1999 году. «Атака утки» расширила увлечение Омера комической фантазией и была нацелена на молодых людей.
По окончании военной службы Омер взял часть своего армейского опыта и начал писать социальные комментарии об израильском обществе и культуре. В конечном итоге это привело к тому, что в 2009 году он запустил платформу веб-сайта социальной сатиры На веб-сайте Loof Columns, деятельность которого была прекращена через несколько лет, были представлены сатирические работы Омера, а также колонки других авторов. Среди других проблем израильского общества, которыми занимался Омер, были уникальная культура резервных обязанностей Израиля (милуим), некомпетентность премьер-министра Израиля Нетаньяху в управлении своими министрами типичный «напористый» темперамент израильтян и в целом абсурдный человеческий состояние в XXI веке.

В 2011 году Омер присоединился к Шахару Коберу и Зиву Боцеру, чтобы написать сценарий компьютерной игры три «Несчастье». Более двух лет Омер писал основной сюжет игры, экспериментируя с построением мира и характеристиками. Интернет-журнал Gamasutra отметил повествование игры:
«В отличие от многих других […] игр, в Misfortune основной упор делается на сюжет. По ходу игры разворачивается сложная история, включающая несколько сюжетных линий, которые переплетаются вместе»
Позже Омер сказал, что работа над сложным миростроительством Несчастья была гигантской, но невероятно удовлетворительной задачей. Игра рассчитана на прохождение игроком за несколько месяцев, и предоставляет игроку множество пересекающихся сюжетных арок.

### Серия «Narrowdale»
После положительных отзывов о «Несчастье» Омер приступил к написанию сложной истории, которая должна быть эпической по масштабу и состоять из нескольких частей. Сосредоточившись на молодых людях, как и его предыдущие книги, Омер решил окунуться в необычный тогда мир интерактивных книг. Его целью было написать интерактивную серию, в которой читателям будет предложено посещать внешние ссылки, которые расширяют вселенную романа.
В результате «Недудей Шена» (на иврите: «Бессонница») должна была стать интерактивной книгой с дополнительными короткометражными фильмами. Последовала война торгов, результатом которой стало уникальное сотрудничество между двумя ведущими израильскими издателями, Kinneret Zmora-Bitan и Keter Publishing House.
Для создания дополнительных короткометражных фильмов к книге и для того, чтобы оставаться верным оригинальной рукописи, издатели попросили Омера адаптировать элементы сценария. Омер, который раньше никогда не писал сценариев, посвятил себя изучению кинематографии, размышляя в терминах раскадровки, а не литературного повествования, и применяя тропы сверхъестественных триллеров. Омер подошел к задаче, вдохновленной сериалом «Мистический городок Эйри в Индиане».
В результате получился гибрид книги и фильма, интерактивная книга. «Haaretz Book Review» отметила уникальный интерактивный характер книги; Омер создала отдельный веб-сайт, на котором главная героиня романа опубликовала свой видеоблог. Согласно Ynet, Омеру «удалось создать необходимую интригу и приправить её нужным количеством ужаса». Год спустя книга была переведена на английский как «Неспящие» и стала первой книгой Омера, опубликованной на английском языке.
После успеха «Неспящих» Омер расширил вселенную города Нарроудейл, изображенного в книге, и написал продолжение «Мотылек пламени», за которым последовал «Жужжание».

## Средний период

### Glenmore Park
К 35 годам Омер написал шесть книг под своим именем, все из которых были в жанре фэнтези. После двадцати лет написания, начиная с публикации «Географии конца света» в 1996 году, Омер почувствовал, что жанр ограничен. «Будучи подростком, я вошел в мир написания фэнтези, думая, что это даст мне свободу, но с годами это казалось довольно ограничивающим», — позже сказал он Ярону Лондону.
Омер, желая преодолеть ограничения жанра, решил рискнуть реализмом. Чтобы отличить свой старый писательский жанр от нового, он решил использовать псевдоним для последующих книг. Новый псевдоним, который он адаптировал, был Майк Омер.
Используя свой предыдущий опыт миростроительства, он создал современный американский город, расположенный в Массачусетсе "Я хотел создать обстановку, которая подчеркнула бы человеческие отношения во всей их несовершенной природе. Мир, наполненный прошлыми травмами, одержимостью и преступлениями, вызванными страстью ".
Построенный впоследствии вымышленный город, Гленмор-Парк, должен был быть показан в его следующих трех романах. Первый роман в этой серии, «Паутина», был опубликован в 2016 году. За романом последовали «Смертельная паутина» и «Паутина страха», в том числе сериал «Парк Гленмор», который позже лег в основу сериала о Зои Бентли.

### The Zoe Bentley Trilogy
Во время написания веб — паука, Омер включал побочный персонаж по имени Zoe Bentley, молодой ФБР профайлер Позже Омер признался, что с самого начала у персонажа был отчетливый голос, что его заинтриговало. Она была резкой, резкой и уверенной в своем мнении и опыте. «Я хотел сосредоточиться на путешествии Зои и выяснить, что её движет»..
Зои очаровала Омера отчасти из-за своей одержимости серийными убийцами. Для написания сериала Омер прочитал «Кто сражается с монстрами» Роберта Ресслера, а также «Охотник за разумом: изнутри элитного подразделения по серийным преступлениям ФБР» Джона Э. Дугласа. Он также провел исследование Джеффри Дамера, Ричарда Чейза, Теда Банди и других серийных убийц. Он посвятил грядущую книгу своей жене, «чтобы она поняла, что серийные убийцы — достойная тема для наших юбилейных каникул».
Из-за успеха сериала " Гленмор-парк " к Омеру обратился литературный агент, который заключил контракт с Thomas & Mercer. Год спустя они опубликовали новую рукопись «Разум убийцы».
В июле 2018 года он обошел J.K. Роулинг, Джеймс Паттерсон и Стивен Кинг в ранге авторов Amazon. Компания не раскрывает метрики Author Rank. Книга попала в список рекомендованных книг The New York Post. Согласно New York Post, идея «Разума убийцы» пришла к Омеру в душе: "Последний поворот в следующей книге, о которой думали в душе. Серьёзно, если бы я не принимал душ, мои книги были бы очень посредственными, я бы ещё и вонял, так что я думаю, что душ — беспроигрышный вариант ".
Сиквел «В темноте» был опубликован в 2019 году, а в 2020 году — «Гуще, чем кровь»
Смертельное влияние
В марте 2021 года Омер опубликовал «Смертельное влияние». Книга, согласно Kirkus Reviews, была «экспертом по тикающим часам, который лучше всего съесть одним огромным глотком» Издательство Weekly отметило дебют сериала как «умный»..

## В роли Алекса Риверса
Начиная с его первой книги «География на краю света», впервые опубликованной в 16 лет, Омер увлекся написанием фэнтези. Однако с успехом его криминальных триллеров Омер отклонился от жанра. Тем не менее, он продолжал быть ненасытным читателем фэнтези. В 2016 году, после прочтения «Серии вампиров-магов» К. Н. Кроуфорда, Омер был вдохновлен снова рискнуть писать в жанре фэнтези.
После переписки между Кроуфордом и Омером они решили сотрудничать так же, как Терри Пратчетт и Нил Гейман, написавшие в соавторстве « Добрые предзнаменования» Результатом стала городская фантастическая книга под названием Agent of Enchantment, в которой рассказывалось о профайлере ФБР, преследующем Фейри. серийный убийца..
Чтобы не запутать читателя его криминальными триллерами и своей новой книгой о городском фэнтези, Омер выбрал псевдоним Алекс Риверс.
После успеха « Агента чар» Кроуфорд и Омер совместно работали над тремя дополнительными сиквелами: « Агент Хаоса», «Агент тьмы» и « Агент Фейри».
Увлечение Омера алхимией привело его к написанию ещё одного романа под псевдонимом Алекса Риверса, повествующего о современном алхимике, живущем в Бостоне. Год спустя была опубликована « Украденная душа» , за ней последовали «Душа охотника» и «Душа освобожденная».

## Книги

##### Как Майкл Омер
- Омер, Майкл (1995). География конца света (на иврите). Danacode 348331. Opus.
- Омер, Майкл (1999). Атака утки (на иврите). Danacode 378-204-87. Ярон Голан.
- Омер, Майкл (2014). Бессонница (на иврите). Киннерет Змора Битан Двир Кетер.
- Омер, Майкл (2015). Бессонница. CreateSpace.
- Омер, Майкл (2015). Мотылек к пламени. CreateSpace.

##### Как Майк Омер[43]
Серия книг о «Гленмор-парке»:
- Как ты умрешь
- Сеть смерти
- Дом страха
- Тринадцатая карта

Трилогия о профайлере ФБР Зои Бентли:
- Внутри убийцы
- Заживо в темноте (оригинальное название: в темноте)
- Глазами жертвы

Трилогия о переговорщике Эбби Маллен:
- Гибельное влияние
- Скрытые намерения
- Пламя одержимости

##### В роли Алекса Риверса
- Риверс, Алекс; Кроуфорд, К. Н. (2017). Агент чар.
- Риверс, Алекс; Кроуфорд, К. Н. (2017). Агент Хаоса.
- Риверс, Алекс; Кроуфорд, К. Н. (2017). Агент тьмы.
- Риверс, Алекс; Кроуфорд, К. Н. (2018). Агент Фейри.
- Риверс, Алекс (2018). Украденная душа.
- Риверс, Алекс (2018). Душа охотника.
- Риверс, Алекс (2020). Освобожденная душа.

## Награды
- Выбор читателей LiveLib за детективную литературу, 2020
- Премия российского детектива[4]
- Антология премии Геффена, 2016